# George Prudham
William George Prudham (27 février 1904-24 août 1974), est un homme politique canadien de l'Alberta. Il est député fédéral libéral de la circonscription albertaine d'Edmonton-Ouest de 1949 à 1957. Il est ministre dans le cabinet du premier ministre Louis St-Laurent 

## Biographie
Né à Kilbride (aujourd'hui Burlington) en Ontario, Prudham est élu en 1949. Réélu en 1953, il est assistant parlementaire du ministre de Ressources et Développement. De 1950 à 1957, il est ministre des Mines. Défait en même temps que son gouvernement en 1957.
Il sert comme conseille à conseil municipal d'Edmonton de 1959 à 1963.